# Monique Rioux
 (avril 2021).
Si vous disposez d'ouvrages ou d'articles de référence ou si vous connaissez des sites web de qualité traitant du thème abordé ici, merci de compléter l'article en donnant les références utiles à sa vérifiabilité et en les liant à la section « Notes et références ».
Pour les articles homonymes, voir Rioux.
Monique Rioux, née à Montréal le 11 mai 1942, est une femme de théâtre québécoise. 
Elle est fondatrice du Théâtre de la Marmaille dont la réputation traverse les frontières du Québec. 

## Distinctions
- 1988 - Prix Victor-Morin